# Juan Sapiña Camaró
Juan Sapiña Camaró (Cullera, 1905 - Mèxic, 1974) fou un dirigent socialista valencià, diputat a les Corts Espanyoles durant la Segona República.

## Biografia
Treballà com a catedràtic de llatí en un institut d'ensenyament secundari de Tarragona i traduí al castellà De Monarchia de Dante Alighieri. El 1931 fou segon tinent d'alcalde de Terol, on hi dirigí el setmanari Adelante! i fou elegit diputat pel PSOE per la província de Castelló a les eleccions generals espanyoles de 1931 i a les de 1936. Durant la guerra civil espanyola va ser Director general de Mines i Combustibles (1937). En acabar la guerra es va exiliar a França en 1939 i el 1941 va passar a Mèxic, on va ser professor i traductor, i finalment subdirector de l'editorial UTEHA.

## Obres
- Mexicanas (1947)
- La última virgen (1949)